# Loures-Barousse
Loures-Barousse (gaskognisch Loras) ist eine französische Gemeinde mit 653 Einwohnern (Stand 1. Januar 2022) im Département Hautes-Pyrénées in der Region Okzitanien; sie gehört zum Arrondissement Bagnères-de-Bigorre und zum Gemeindeverband Neste Barousse. Seine Bewohner nennen sich Lourais/Louraises.

## Geografie
Loures-Barousse liegt in der Landschaft Comminges, 13 Kilometer südwestlich der Stadt Saint-Gaudens an der Grenze zum Département Haute-Garonne. Die Gemeinde besteht aus dem Dorf Loures-Barousse, wenigen Häusergruppen sowie Einzelgehöften. Die Garonne bildet die östliche Gemeindegrenze. Die Gemeinde liegt an der Straße D 825 westlich der Route nationale 125.

## Geschichte
Funde wie eine Axt aus Bronze und Überreste eines Sarkophags aus gallo-römischer Zeit belegen eine frühe Besiedlung. Der Ort wurde erstmals im 15. Jahrhundert als Lora/Lura erwähnt. Er entstand rund um eine Kapelle namens Saint-Roch (St. Rochus). Im Mittelalter lag der Ort innerhalb der Grafschaft Barousse in der Region Armagnac, die ein Teil der Provinz Gascogne war. Die Gemeinde gehörte von 1793 bis 1801 zum District La Barthe. Zudem lag Loures-Barousse von 1793 bis 2015 im Kanton Mauléon-Barousse. Die Gemeinde ist seit 1801 dem Arrondissement Bagnères-de-Bigorre zugeteilt.

## Bevölkerungsentwicklung
| Jahr                       | 1962 | 1968 | 1975 | 1982 | 1990 | 1999 | 2006 | 2014 | 2020 |
| Einwohner                  | 674  | 752  | 669  | 586  | 720  | 733  | 730  | 611  | 626  |
| Quellen: Cassini und INSEE |      |      |      |      |      |      |      |      |      |

## Sehenswürdigkeiten
- Kirche Saint-Roch mit einer Holzstatue aus dem 17. Jahrhundert, seit 1984 als Monument historique ausgewiesen[1]
- Kapelle am Chemin de Saint-James
- Château Pradias (heute ein Gästehaus)
- Denkmal für die Gefallenen[2]
- Wegkreuz im Chemin de Saint-James
- Gutshof von Palouma aus dem 17. Jahrhundert

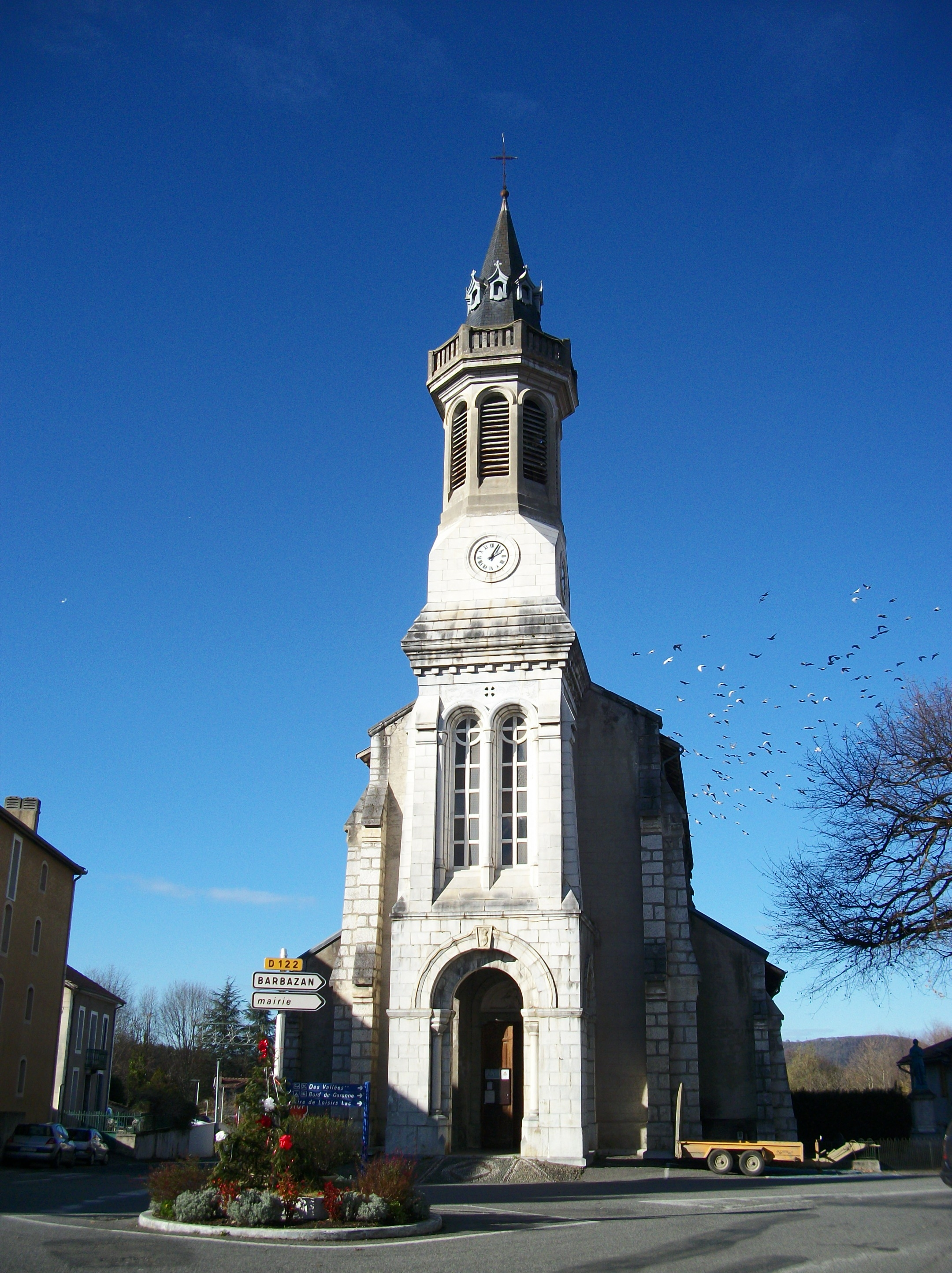
Kirche Saint-Roch
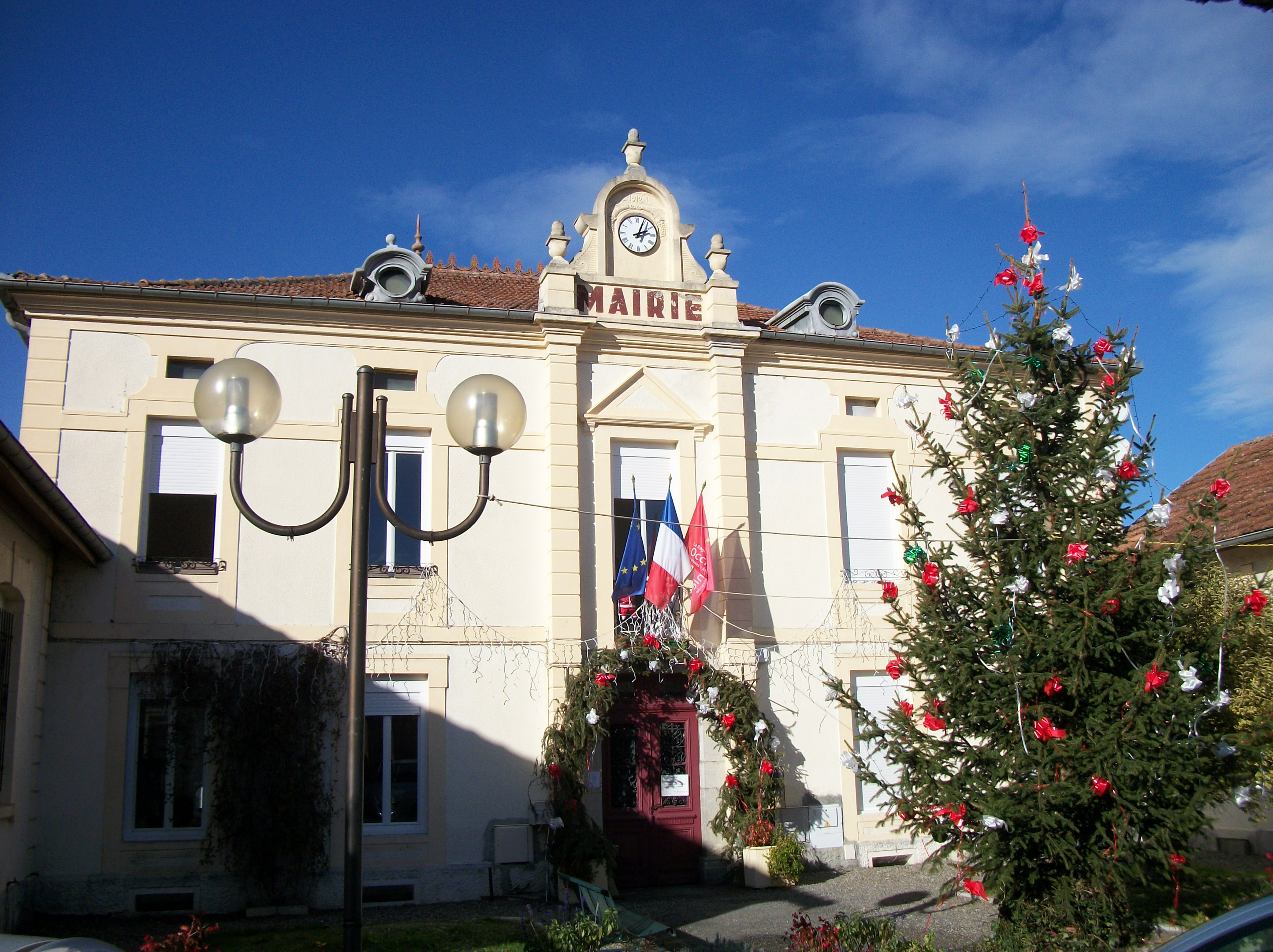
Rathaus (mairie)
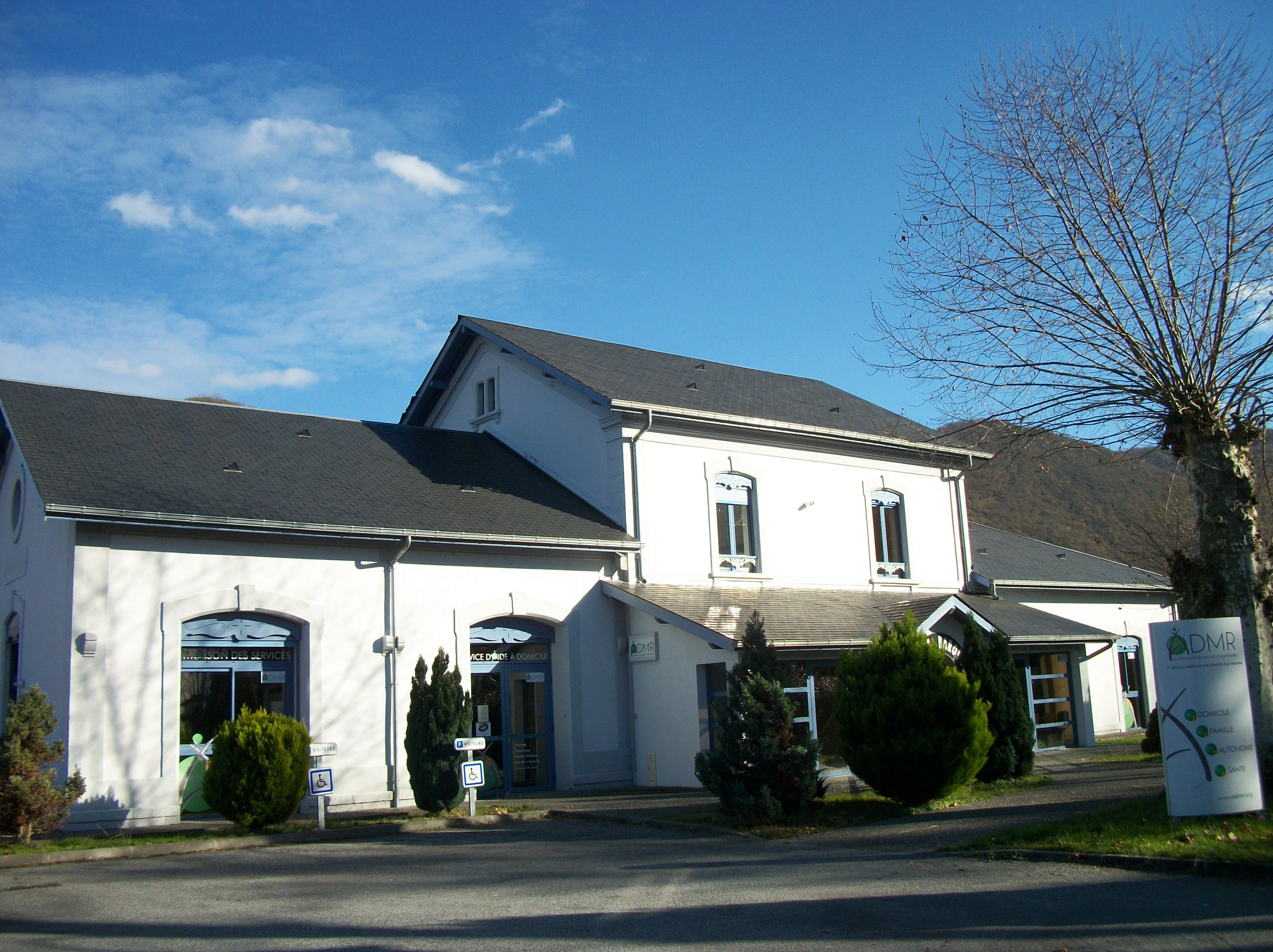
Bahnhof
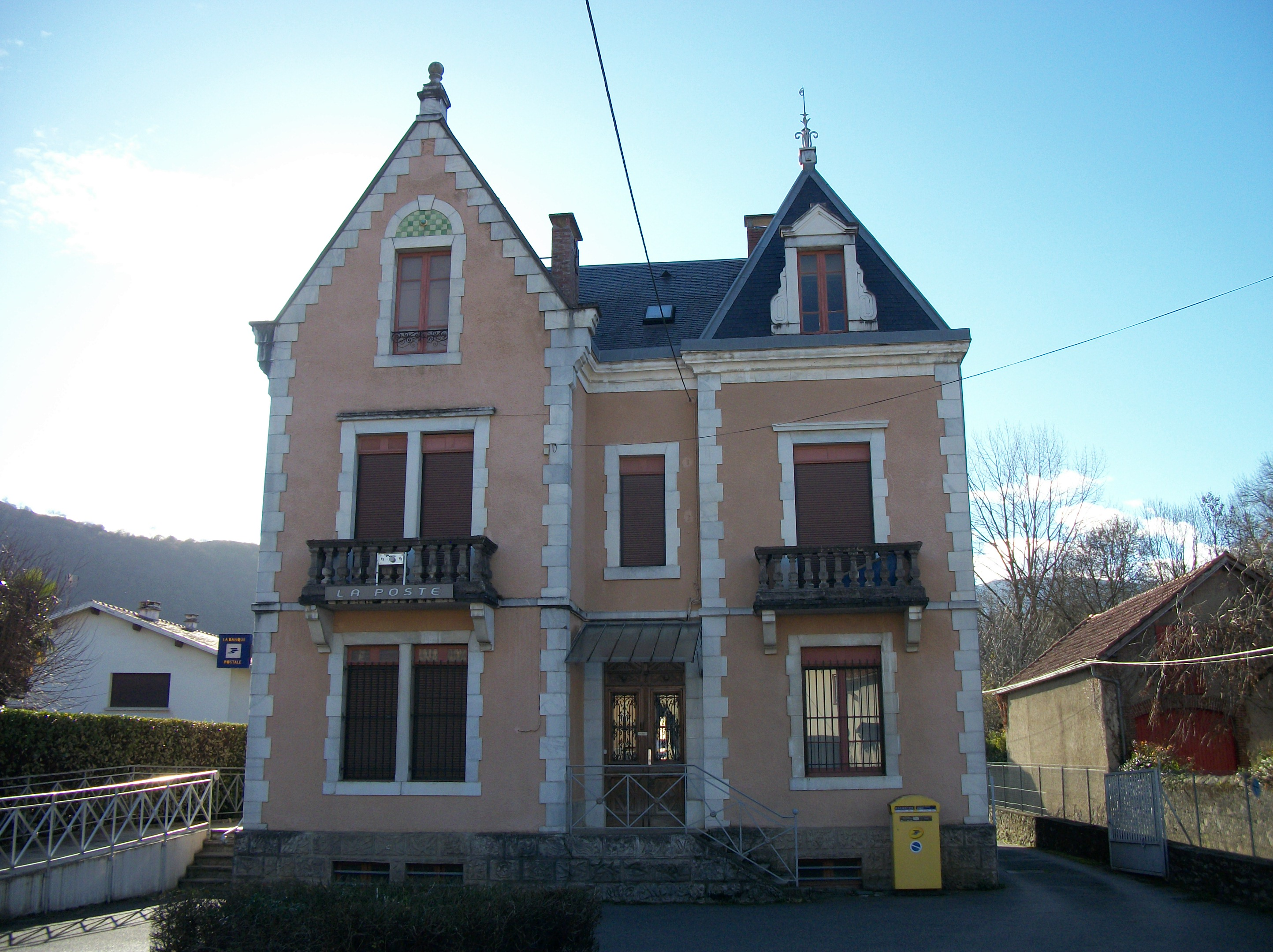
Postamt
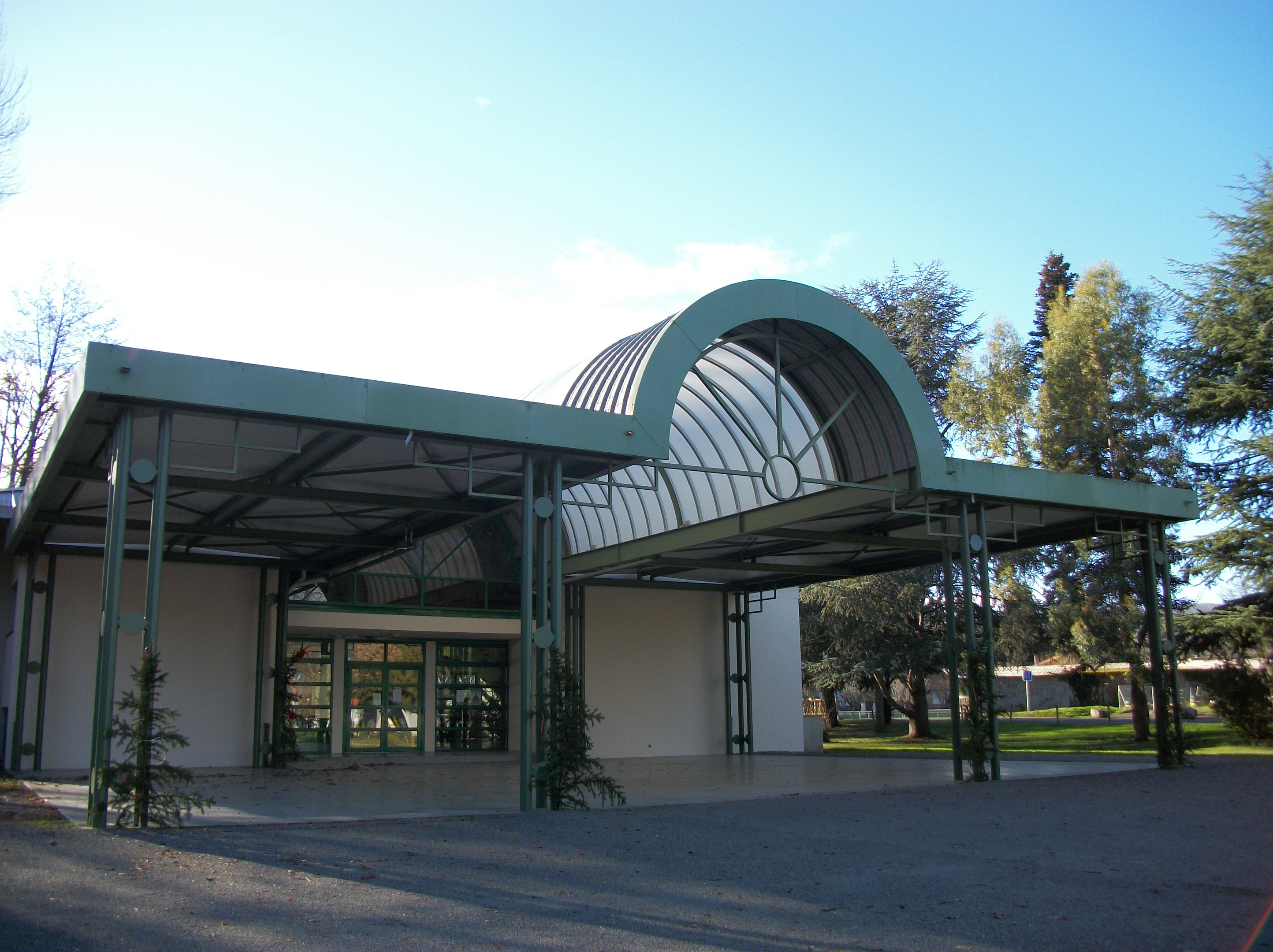
Gemeindefesthalle
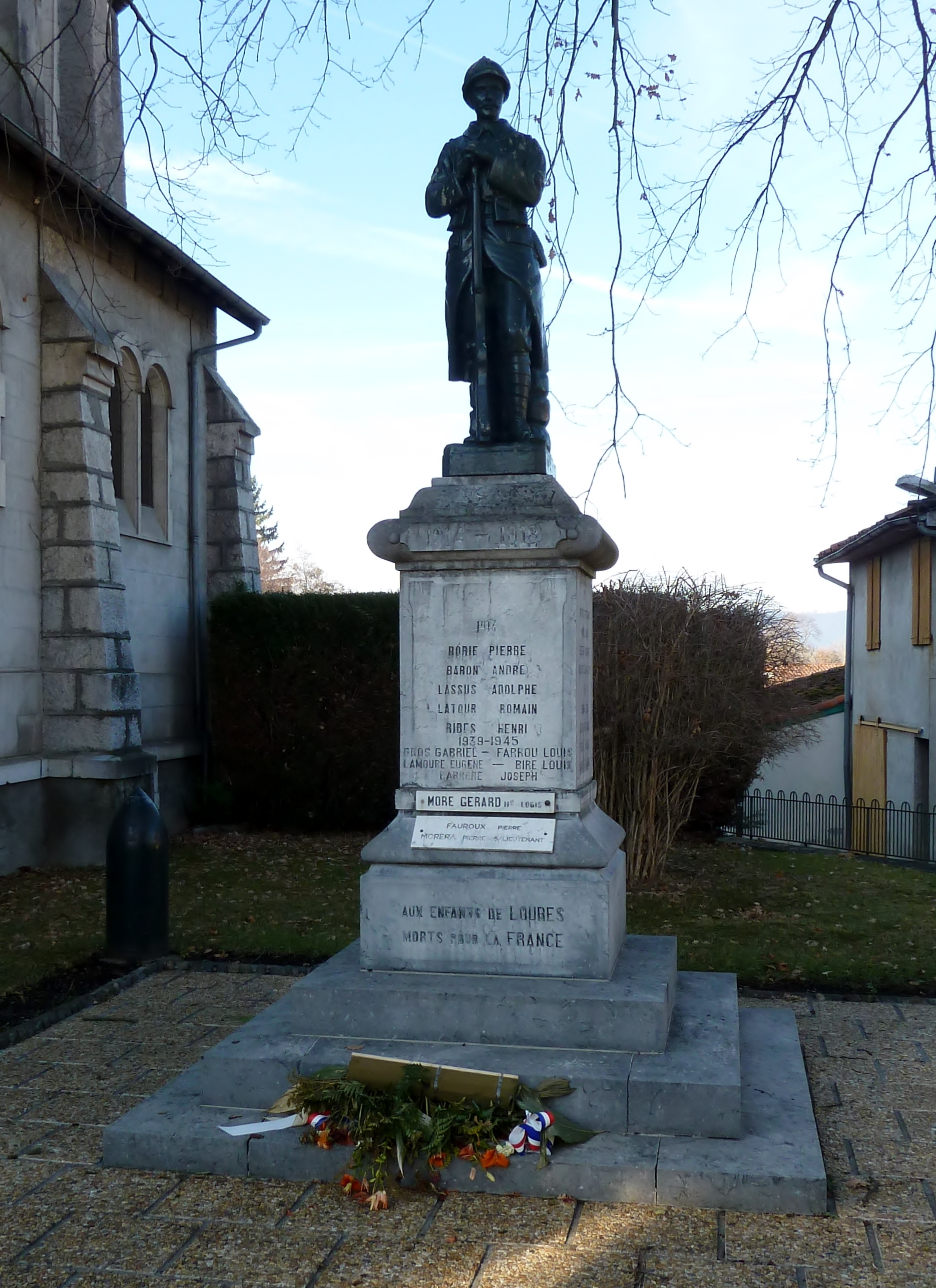
Gefallenendenkmal

## Persönlichkeiten
- Julien Marchand (* 1995), Rugby-Union-Spieler